# Revolver (magazin)
A Revolver egy kéthavonta megjelenő amerikai metal és hard rock zenei magazin. Bemutatja a műfaj legnagyobb alakjait és a feltörekvő előadókat egyaránt. A lap első száma 2000 tavaszán jelent meg. Minden évben kiadnak egy különszámot "Hottest Chicks in Metal" (magyarul: A legdögösebb metal csajok) címmel, amely meglehetősen megosztó és népszerű is egyben.
2017-ben a magazint megvásárolta a Project M Group LLC e-kereskedelmi és digitális médiavállalat. Főszerkesztőnek a Rolling Stone magazintól Brandon Geist tért vissza a laphoz, aki korábban 2014-ig majd' tíz éven át volt a Revolver munkatársa.

## Fordítás
Ez a szócikk részben vagy egészben  a   Revolver (magazine) című angol Wikipédia-szócikk fordításán alapul.  Az eredeti cikk szerkesztőit annak laptörténete sorolja fel. Ez a jelzés csupán a megfogalmazás eredetét és a szerzői jogokat jelzi, nem szolgál a cikkben szereplő információk forrásmegjelöléseként.

## További információ
- Hivatalos weboldal
- Revolver a Facebookon